# Le Beau-père (film, 2009)
Cet article concerne le film de Nelson McCormick. Pour le film de Joseph Ruben, voir Le Beau-père.
Pour les articles homonymes, voir The Stepfather.
Pour plus de détails, voir Fiche technique et Distribution.
Le Beau-père (The Stepfather) est un thriller américain réalisé par Nelson McCormick, sorti en 2009.
Cette adaptation est un remake du film du même nom sorti en 1987.

## Synopsis
Dans une maison de la banlieue de l'Utah, Grady Edwards se transforme dans une salle de bains. Il se rase la barbe, se teint les cheveux et enlève ses lentilles de contact brunes. Lorsqu'il quitte la maison, la caméra révèle les corps de sa femme et de ses trois enfants. Au cours de l'enquête, la police apprend qu'une autre famille a été assassinée de la même manière dans le New Jersey quelque temps auparavant, ce qui lui fait penser qu'un tueur en série est en liberté.
Susan Harding, une femme au foyer de l'Oregon récemment divorcée, fait ses courses dans une épicerie avec ses deux plus jeunes enfants. Elle rencontre Grady, qui se présente sous le nom de David Harris et prétend que sa femme et sa fille sont décédées suite à un accident de voiture. Il la charme, et six mois plus tard, ils sont fiancés et vont se marier.
Michael, le fils aîné de Susan, rentre chez sa mère après avoir passé un an dans une école militaire et rencontre son beau-père. David l'invite à descendre au sous-sol, où il a installé des armoires fermées à clé, et tente de se lier d'amitié avec lui autour de verres de tequila. Les soupçons de Michael commencent lorsque David se trompe de prénom en mentionnant sa fille décédée. Après que Susan ait déclaré que Mme Cutters, la voisine, l'avait prévenue que l'émission America's Most Wanted avait publié le profil d'un tueur en série ressemblant à David, ce dernier se faufile dans la maison de Mme Cutters et la jette dans les escaliers de sa cave, puis l'étouffe.
Jay, l'ex-mari de Susan, confronte David avec colère pour avoir levé la main sur son fils cadet, Sean. Il prévient Susan qu'elle ne sait rien de David. Les doutes sur David augmentent encore lorsqu'il quitte son emploi d'agent immobilier pour Jackie, la sœur de Susan, afin d'éviter de montrer une pièce d'identité. Plus tard, Jay confronte David à propos d'un mensonge apparent concernant son histoire universitaire. David l'assomme avec un vase et l'étouffe avec un sac en plastique. Il envoie à Michael un message avec le téléphone de Jay disant que son beau-père est sans problème.
Lorsque le corps de Mme Cutters est découvert une semaine plus tard, David en informe la famille. Michael est alarmé parce qu'il a entendu David se faire raconter par le facteur, qui a donné moins de détails que David. Alors que Kelly, la petite amie de Michael, essaie de le faire se concentrer sur ses demandes d'admission à l'université, il est de plus en plus obsédé par les contradictions des histoires de David. La situation atteint son paroxysme lorsque David intercepte un e-mail de Jackie concernant l'embauche d'un enquêteur. Il se rend ensuite au domicile de Jackie et la noie dans sa piscine. Plus tard dans la nuit, déterminé à découvrir ce que contenaient les armoires fermées à clé, Michael s'introduit dans le sous-sol pendant que Kelly fait le guet. Michael finit par découvrir le corps de son père dans le congélateur. David assomme Kelly et piège Michael dans la cave. Le vacarme réveille Susan, et il critique ses compétences parentales en disant qu'il pensait qu'elle pouvait être "Mme Grady Edwards". Devant la réaction stupéfaite de Susan, David grimace et demande "Qui suis-je ici ?". Susan tente de le faire sortir de ses gonds en prononçant son nom, ce qui lui fait dire : "David ! Je suis David Harris !"
Susan, comprenant la situation après avoir remarqué Kelly inconsciente, s'enfuit dans la salle de bain et s'y enferme. David enfonce la porte, brisant le miroir derrière elle. Susan ramasse un éclat du miroir et le tient derrière elle. David l'attrape, ils se débattent, et elle parvient à le poignarder dans le cou avec le tesson. Il tombe sur le sol, apparemment mort. Michael s'échappe du sous-sol et trouve Kelly. Ils trouvent Susan dans le couloir en face de la salle de bain, pensant que David est mort. David s'approche alors par derrière et bloque les escaliers, les poursuivant tous dans le grenier, où Michael et lui se battent. Tous deux tombent sur le toit, puis sur le sol, où ils sont inconscients.
Lorsque Michael se réveille, il découvre qu'il était dans le coma depuis un peu plus d'un mois. Il apprend que David est toujours en vie et qu'il a pris la fuite avant l'arrivée de la police. La scène finale montre David, qui a de nouveau changé d'apparence et qui s'appelle désormais Chris Ames. Il travaille dans une quincaillerie lorsqu'il rencontre une femme veuve, qui fait des courses avec ses deux fils.

## Fiche technique
- Titre original : The Stepfather
- Titre français : Le Beau-père
- Réalisation : Nelson McCormick
- Scénario : J.S. Cardone, d'après le scénario de Donald E. Westlake basé sur son histoire en compagnie de Carolyn Lefcourt et Brian Garfield
- Direction artistique : Steven J. Jordan
- Décors : Tim Eckel
- Costumes : Lyn Elizabeth Paolo
- Photographie : Patrick Cady
- Montage : Eric L. Beason
- Musique : Charlie Clouser
- Production : Greg Moordian et Mark Morgan
- Société de production : Granada Productions
- Société de distribution : Screen Gems
- Budget : 20 000 000 de dollars[réf. souhaitée]
- Pays d'origine :  États-Unis
- Langue originale : anglais, allemand
- Format : couleur - 2.35 : 1 - Dolby Digital - 35 mm
- Genre : thriller,Slasher
- Durée : 101 minutes
- Dates de sortie :
  -  Canada,  États-Unis : 16 octobre 2009
  -  France : 9 décembre 2009
  -  Belgique : 16 décembre 2009

## Distribution
- Dylan Walsh (VF : William Coryn ; VQ : Sylvain Hétu) : David Harris
- Penn Badgley (VF : Damien Boisseau ; VQ : Nicolas Charbonneaux-Collombet) : Michael Harding
- Sela Ward (VF : Céline Monsarrat ; VQ : Hélène Mondoux) : Susan Harding
- Amber Heard (VF : Olivia Luccioni ; VQ : Kim Jalabert) : Kelly Porter
- Sherry Stringfield (VF : Emmanuelle Bondeville ; VQ : Viviane Pacal) : Leah
- Paige Turco (VF : Catherine Lafond ; VQ : Anne Bédard) : Jackie Kerns
- Jon Tenney (VF : Bernard Lanneau ; VQ : Denis Roy) : Jay Harding
- Nancy Linehan Charles (VF : Danièle Hazan ; VQ : Élizabeth Chouvalidzé) : Mme Cutters
- Marcuis Harris (VF : Marc Grosy ; VQ : Marc-André Bélanger) : Détective Shay
- Braeden Lemasters (VF : Thomas Sagols ; VQ : Alexandre Bacon) : Sean Harding
- Deirdre Lovejoy (VQ : Véronique Marchand) : Détective Tylar
- Skyler Samuels (VF : Jessica Barrier ; VQ : Catherine Brunet) : Beth Harding
- Blue Deckert (VF : Bruno Magne ; VQ : Denis Mercier) : Capitaine Mackie
- Jason Wiles : Dylan Bennett
- Jessalyn Gilsig (VF : Zoé Bettan ; VQ : Geneviève Alarie) : Julie Kingst
- Tracey Costello : Mme Rivers
- Sean Moran : Gus
- Savannah Levin : Lisa Bennett
- Nicole Michele Sobchack : Mme Bennett

## Bande originale
Sauf indication contraire, les informations mentionnées dans cette section peuvent être confirmées par le générique de fin de l'œuvre audiovisuelle présentée ici, ainsi que par la base de données cinématographiques IMDb,  présente dans la section « Liens externes ».
- Typical (en) par Mutemath de 2007.
- Say the Same par Hoobastank.
- Eternal Summer par Red Means Go.
- The Air I Breathe par Sleep Detectives.
- Given par Seether.
- Never Less Than Perfect par Blurtonia (en).
- Safeway par Feersum Enngin.
- Platinum Camelot par Lightning Swords of Death.
- Melee par Drew Smith.
- Safer When par C'mon (en).
- If I Get Dealt wit par S-Mak.
- Secret Things par Ken Andrews (en).
- The Undertaker par Puscifer.
- What Is Real par Ken Andrews (en).
- The Funeral (en) par Band of Horses de 2006.
- Happy Together par Filter de 2009 (début du générique de fin).

## Accueil

### Accueil critique
Sur l'agrégateur américain Rotten Tomatoes, le film récolte 11 % d'opinions favorables pour 62 critiques.
En France, le site Allociné propose une note moyenne de 1,5⁄5 à partir de l'interprétation de critiques provenant de 6 titres de presse.

## Autour du film
Le Beau-père est un remake du film de 1987 réalisé par Joseph Ruben, basé sur l'histoire vraie de John List (1925-2008) qui après avoir tué sa femme et ses enfants en 1971, s'installa dans une autre famille[réf. souhaitée].